# Var man må nu väl glädja sig
Var man må nu väl glädja sig (på tyska Nun freut euch, lieben Christen g'mein), som är en psalm av Martin Luther år 1523, översatt till svenska av Olaus Petri år 1536 och bearbetad av Olof Forssell år 1816 samt Samuel Ödmann 1819. Nyöversatt av Anders Frostenson år 1977 och 1986 ("O gläd dig Guds församling nu") samt bearbetad 2020 ("Nu må väl alla glädja sig"). Psalmen har vissa likheter både till strofform och innehåll med Olaus Petris psalm O Jesus Krist som mänska blev från 1526, som helt klart inspirerats av Luther.
En översättning till engelska av C. G. Haas år 1897 finns också liksom en andra engelsk översättning av Richard Massie, 1800–1887.
Psalmen sjungs i Sverige till en melodi från Nürnberg år 1524. 1695 användes samma melodi som för psalmen Ditt namn, o Gud, jag lova vill (1695 nr 106) som sannolikt är komponerad runt 1697. Enligt 1697 års koralbok användes melodin även till psalmerna Dig, Jesus, vare evigt pris (nr 21), Gud är vår starkhet och vårt stöd (nr 57), Gud låter sina trogna här (nr 195), Du själv förordnat, store Gud (nr 200) och Mitt hierta nu fast gläder sigh (nr 304).

## Text
| Erfurter Enchiridion (1524) | Swenske songer eller wisor (1536) |
| --- | --- |
| Nv frewt euch lieben Christen gmeyn / vnd last vns frölich spryngen. Das wir getrost vnd al ynn eyn / mit lust vnd liebe syngen. Was Got an vns gewendet hat vnd seyne susse wunder that. Gar theur hat ers erworben. Dem teuffel ich gefangen lag / ym tod war ich verloren. Mein sund mich qwellet nacht vnd tag / darynn ich war geboren. Ich fyel auch ymmer tieffer dreyn. Es war keyn guts am leben meyn. Die sund hat mich besessen. Mein gute werck die golten nicht / es war mit yhn verdorbenn. Der frey will hasset Gotts gericht / er war zum gut erstorben. Die angst mich zu verzweifeln treib / das nichts dan sterben bey mir bleyb. Zur hellen must ich syncken. Da yamert Gott yn ewigkeyt / mein elend vbermassen. Er dacht an seyn barmhertzigkeit. Er wolt mir helffen lassen. Er wand zu mir das vater hertz. Es war bey yhm furwar keyn schertz. Er ließ syn bestes kosten. Er sprach zu seynem lieben son / die zeyt yst hie zurbarmen. Farhyn meyns hertzen werde kron / vnnd sey das heyl der armen. Vnd hylff yhm aus der sunden nott. Erwurg fur yhn den bittern todt. Vnd laß yhn mit dir leben. Der son dem vater gehorsam ward / er kam zu mir auff erden. Von eyner yungfraw reyn vnnd tzart / er solt mein bruder werden. Gar heymlich furtt er seyn gewalt. Er gieng ynn meyner armen gestalt. Den teuffel wolt er fangen. Er sprach zu mir halt dich an mich. Es solt dir ytzt gelingen. Ich geb mich selber gantz fur dich. Da will ich fur dich ryngen. Denn ich byn deyn vnd du byst meyn. Vnd wo ich bleib da soltu seyn. Vnns soll der feind nicht scheyden. Vergiessen wirt er mir meyn blut / dazu mein leben rawben / das leyde ich dir alles zu gutt / das halt mit festem glauben / den todt verschlingt das leben mein. Meyn vnschult tregt die sunden deyn. Da bistu selig worden. Gen hymmel zu dem vatter meyn. Far ich von dysem leben / da will ich seyn der meyster deyn / den geyst will ich dir geben / der dich yn trubniß trösten soll. Vnd lernen mich erkennen wol. Vnd yn der warheit leitten. Was ich gethan hab vnd geleert das solt du thun vnnd leeren / damit das reich Gotts werd gemehrt. Zu lob vnd seynen ehren. Vnd hut dich fur der menschen satz / dauon verdirbt der edle schatz. Das laß ich dir zur letze. | HWar man må nuu wel glädia sich/ här är stor frögd på ferde/ ty gud är oss nuu nådelig/ som wore döden werde/ han haffuer allom sagdt thet til/ at han bermhertig wara wil/ hwad står oss nuu til trengia Jach vnder dieflen fongen lågh/ kunde mich ey sielffuer hielpa/ mijn synd mich qwalde natt och dagh/ och wille mich nider stielpa/ mijn sorg mich til förtuiflan dreeff/ ty synd och döden for mich bleff/ heluetit stod mich öpet Gud aff sinne barmhertigheet/ sijn ögon til mich wende/ han gaat ey lijdha mijn vfelheet/ hielp wille han mich senda/ än doch iach war aff synder full/ war han mich for en fader hull/ och lät sich om mich wårda Han sade til sin eenda son/ nuu är tijd til forbarma/ faar nidh vti thet synda land/ och löös the fongar arma/ vthaff theres synd och stora nödh/ och frels them aff then ewiga dödh/ och låt them med tich liffua Sonnen sin fader lydig war/ och kom til mich på iorden/ aff ene iungfru ren och clar/ och är min broder worden/ sin kerlech wille han mich betee/ han togh ifrå mich heluetis wee/ thet iach war plictig lijdha Han lät vtgiuta sitt dyra blod/ och wille sitt lijff ey spara/ hand leed mich thet til syndaboot/ ty må iach trygger wara/ han är mitt hoffuud och höffuitzman/ vti hans dödh mijn synd förswan/ ther är iach salig worden Han foor ock vp til fadren igen/ ifrå thenna werldzens lijffue/ ther wil hann wara min mester alleen/ och mich sin anda giffua/ then j mijn nödh scal trösta mich/ och lära mich at kenna sich/ och mich j sanning ledha Tes wari prijs j ewigheet/ och loff förutan enda/ fadrens stora barmhertigheet/ som oss then nådhen sende/ och niderflogh j Christ dödh/ heluetit synd och dödzens nödh/ hoo kan mich nuu förderffua? |

## Publicerad i
- Swenske Songer eller wisor 1536 med titeln Hwar man må nuu wel glädia sich.[2]
- 1572 års psalmbok med titeln HWAR man må nuu wel glädia sigh under rubriken "Te Lucis ante terminum".[3]
- Göteborgspsalmboken under rubriken "Om Christi Himmelsfärd".[4]
- 1695 års psalmbok som nr 219  med stavningen ”Hwar man må nu wäl glädja sig” under rubriken ”Om menniskans fall och upprättelse”.
- 1819 års psalmbok som nr 46 under rubriken ”Den fallna menniskans upprättelse genom Jesum”.
- Stockholms söndagsskolförenings sångbok 1882 som nr 84 med verserna 5–6 och 8, under rubriken ”Psalmer”.
- Sionstoner 1889 som nr 441 med verserna 1 samt 4–8, under rubriken ”Psalmer”
- Svensk söndagsskolsångbok 1908 som nr 51 med verserna 5,6 och 8 under rubriken Jesu lidande.
- Svenska Missionsförbundets sångbok 1920 som nr 87 under rubriken ”Jesu födelse”.
- Segertoner som nr 395
- Sionstoner 1935 som nr 87  under rubriken ”Frälsningens grund i Guds kärlek och förverkligande genom Kristus".
- Guds lov 1935 som nr 586 under rubriken ”Guds majestät och härlighet”.
- 1937 års psalmbok som nr 37 under rubriken ”Guds härlighet i Kristus”,
- Den svenska psalmboken 1986 som nr 32 och 345 under rubriken ”Jesus, vår Herre och broder”.
- Finlandssvenska psalmboken 1986 som nr 253 med Frostensons översättning under rubriken "Guds nåd i Kristus" med titelraden "O, gläd dig, Guds församling nu".
- Lova Herren 1988 som nr 47 under rubriken ”Frälsningen i Kristus”.
- Lova Herren 2020 som nr 38 med titeln "Nu må väl alla glädja säg" under rubriken "Guds Son, Jesus vår Frälsare"